# Rose Tattoo (canção)
Rose Tattoo é uma canção da banda americana Dropkick Murphys. Foi originalmente lançada como o primeiro single do oitavo álbum de estúdio da banda, Signed and Sealed in Blood, em 7 de novembro de 2012. Em 14 de maio de 2013 foi regravada com os vocais de Bruce Springsteen e relançada como parte do EP Rose Tattoo: For Boston Charity, que foi lançado logo após o atentado à Maratona de Boston em abril de 2013. Um videoclipe da versão original da música foi enviado em 7 de novembro de 2012 no canal oficial da banda no YouTube. A versão com Springsteen atingiu a posição 25 na Billboard Hot Rock Songs.

## Faixas

### Single
| N.º | Título        | Duração |  |
| 1.  | "Rose Tattoo" | 5:06    |  |

### EPRose Tattoo: For Boston Charity
| N.º            | Título                                      | Duração |  |
| 1.             | "Rose Tattoo" (featuring Bruce Springsteen) | 3:39    |  |
| 2.             | "Don't Tear Us Apart" (Live Acoustic)       | 3:50    |  |
| 3.             | "Jimmy Collins' Wake" (Live Acoustic)       | 3:50    |  |
| Duração total: | Duração total:                              | 11:19   |  |

## Desempenho nas paradas musicais
| Parada (2013)            | Posição |
| ------------------------ | ------- |
| Billboard Hot Rock Songs | #25     |

## Histórico de lançamentos
| Região         | Data                  | Gravadora   | Formato                   |
| -------------- | --------------------- | ----------- | ------------------------- |
| Estados Unidos | 7 de novembro de 2012 | Born & Bred | Digital download (single) |
| Estados Unidos | 14 de maio de 2013    | Born & Bred | Digital download (EP)     |